# 薩伏依

薩伏依在歐洲的位置

萨伏依（義大利語：Savoia，法語：Savoie，英語：Savoy）又称萨瓦、萨沃亚，是西阿爾卑斯山脈的一個傳統區域。歷史上薩伏依地名的出現始於薩伏依伯國的封地，位於現代法國東南部、瑞士和義大利西北部。
薩伏依於1003年至1416年屬於薩伏依伯國，它是歐洲存在最久的伯國。在1416年至1860年間，薩伏依屬於薩伏依公國。1792年後法蘭西第一共和國侵占薩伏依，直到1815年將其歸還予薩丁尼亞王國。1860年，薩丁尼亞王國國王維托里奧·埃馬努埃萊二世依據同年簽訂的杜林協議，將薩伏依與尼斯地區割讓給法蘭西第二帝國。在20世紀持續有獨立運動。

## 地理
由於薩伏依跨立在阿爾卑斯山的兩側，因此分成法國和義大利的兩個相鄰但不同的區域，薩伏依的城鎮也因此呈零星且小規模的分布。在文藝復興時期，薩伏依展現了絕無僅有的現代化與發展，並在農業部分特別突出。地理因素也造成薩伏依是重要的軍事地點，如做為西班牙和法國進佔義大利土地的緩衝區。

## 歷史

意大利 1492.

意大利 1796.

意大利 1843.

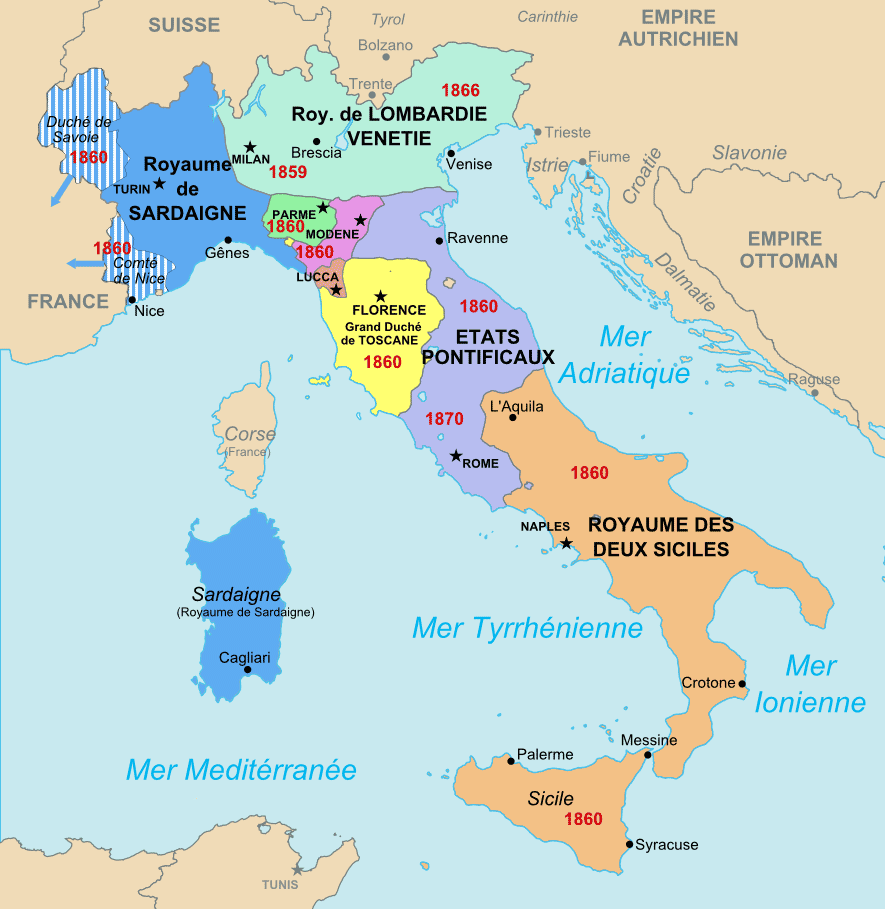
意大利 1860. 法国入侵.

在西元前121年以前，薩伏依被高盧人的一支阿洛布羅基人佔領。薩伏依這個區域的名字來自晚期拉丁語「Sapaudia」。這個單詞融合高盧語的「sappos」與拉丁文的「pine」，意即「冷杉木林」。
最早的歷史紀錄在阿米阿努斯·馬爾切利努斯354年的著作中。根據阿米阿努斯·馬爾切利努斯的描述，西元443年勃艮第人被弗拉維烏斯·埃提烏斯擊敗之前，薩伏依一直屬於勃艮第封地（今法國勃艮第）的一部份。443年，勃根地人被埃提烏斯擊敗後，薩伏伊即與其他的勃艮第領土分離。

### 中世紀前中期
八世紀時，薩伏依屬於法蘭克王國所有，並在843的凡爾登條約中被劃分到洛泰爾一世掌管的中法蘭克王國。十二年後洛泰爾一世死亡，中法蘭克王國隨即依阿爾卑斯山分裂成洛爾泰（阿爾卑斯山脈北方）、義大利（阿爾卑斯山脈南方）、以及部分的勃艮第（阿爾卑斯山脈西方）。其中薩伏依屬於部分的勃艮第，薩伏依與普羅旺斯被普羅旺斯的查理繼承。
在十至十四世紀，薩洛依屬於阿爾勒王國，且薩伏依成為這個地區的明確地名。十一世紀，薩伏依升格為伯國。薩伏依伯國在1361年被神聖羅馬帝國皇帝查理四世自阿爾勒王國中分離，並在1388年與尼斯伯國整合。
1401年，日內瓦加入薩伏依。當時的日內瓦實際上屬於主教管理，但名義上仍然屬於薩伏依管轄。

### 薩伏依公國
1416年的2月19日，神聖羅馬皇帝西吉斯蒙德冊封薩伏依郡為一個獨立的公國，阿梅迪奧八世成為薩伏依公國的第一位公爵。伯恩於1536年佔領沃州（今瑞士西部），薩伏依於1564年透過正式的《洛桑條約》將沃州割讓給伯恩。1563年，薩伏依公爵伊曼紐爾·菲利貝托將薩伏依的首都自尚貝里遷至杜林。
1714年，根據西班牙王位繼承戰爭的結果，薩伏依成為西西里王國的一部份，直至1720年被併入薩丁尼亞王國。薩伏依公國為薩丁尼亞王國的前身，兩者的首都皆為杜林。

### 法國大革命戰爭時期
1792年的法国大革命戰爭时期，薩丁尼亞王國將薩伏依區域割讓給法國。1793年，皮埃蒙特與薩伏依。薩伏依和皮埃蒙特在1814年拿破仑第一次退位，萨伏伊东部的三分之二回归薩丁尼亞。1815年的维也纳会议上，整个萨伏伊被規劃歸還薩丁尼亞。薩伏依在維也納會議上也被規劃為在法國東南邊界的緩衝區。

### 近代
1848年，法兰西第二共和国入侵萨伏伊。同年4月3日，法國被後者擊退。1858年7月21日，薩丁尼亞首相加富尔与法國皇帝拿破仑三世進行密談，決議将薩伏依和尼斯割让给法国，以换取法国对意大利统一的支持及共同对付奥地利，此即1860年3月24日两国签订的杜林協議。

### 20世紀
1919年，由於維也納會議上的條約皆因為第一次世界大戰的爆發而非官方地瓦解，法國主動打破維也納會議上使薩伏依成為自由區的決議。1932年，國際法院譴責法國對於薩伏依與尼斯的違規行為。
1942年11月至1943年9月，義大利軍隊在納粹德國進駐維希法國的安東行動中佔領薩伏依。

## 現代的分離主義
薩伏依的分離主義者近年來引發數個獨立運動以質疑1860年法國佔有薩伏依與尼斯的有效性。以薩伏依聯盟為例，該政黨否定杜林條約，亦否定其後的公民投票，因該投票並沒有達到自由與公平投票的標準，且被認為是明顯的違規行為。
在自由多菲內報的一次採訪中，薩瓦大學的歷史教授Sylvain Milbach評論1860年的投票是「拿破崙式的」。他也說明，由於薩伏依的居民大多希望成為法國公民，即使當時有全然自由與公平的投票也不會對結果造成戲劇性的差異。